# Черемушки (Амурська область)
Черемушки (рос. Черёмушки) — село у Октябрському районі Амурської області Російської Федерації. Розташоване на території українського історичного та етнічного краю Зелений Клин.
Входить до складу муніципального утворення Мухинська сільрада. Населення становить 114 осіб (2018).

## Історія
З 20 жовтня 1932 року входить до складу новоутвореної Амурської області.
З 1 січня 2006 року органом місцевого самоврядування є Мухинська сільрада.

## Населення
| 2002 | 2010 | 2012 | 2013 | 2014 | 2015 | 2016 |
| ---- | ---- | ---- | ---- | ---- | ---- | ---- |
| 196  | ↘137 | ↘133 | ↘129 | ↘127 | ↘126 | ↘116 |
| 2017 | 2018 |      |      |      |      |      |
| ↗118 | ↘114 |      |      |      |      |      |